# Águilas
Águilas är en kommun i Spanien. Den ligger i den autonoma regionen Murcia i södra delen av landet, 400 km sydost om huvudstaden Madrid. Antalet invånare är 37 417 (2024).